# Diplazium decussatum
Diplazium decussatum là một loài dương xỉ trong họ Athyriaceae. Loài này được Hook. mô tả khoa học đầu tiên..
Danh pháp khoa học của loài này chưa được làm sáng tỏ. 